# Землетрус 7 грудня 1944 року (Токай)
Токайський землетрус (яп. 東南海地震) — сильний землетрус у 8,1 балів за шкалою Ріхтера, що стався 7 грудня 1944 року о 13:35 годині за японським часом, завдавши серйозної шкоди в префектурі Вакаяма та у передмісті Токай.